# Lijst van burgemeesters van Groenlo
Dit is een lijst van burgemeesters van de voormalige Nederlandse gemeente Groenlo in de provincie Gelderland.

Het stadsbestuur, ook wel magistraat genoemd, bestond meestal uit
een aantal schepenen (een soort wethouders). Ten behoeve van de verkiezing van de
magistraat, de zgn. magistraatskeur, werd de stad in districten verdeeld die elk gemeenslieden
kozen. Deze vertegenwoordigers van de stad werden op het gemeentehuis ontboden, werden
beëdigd en mochten de schepenen kiezen, de zogenaamde magistraatsbestelling.
In de 17de en 18de eeuw
kozen te Grol de gemeenslieden ieder jaar op de keurdag meestentijds zes burgemeesters.
De magistraat kwam dus door getrapte verkiezing tot stand.

| Ambtsperiode                    | Naam burgemeester                                | Partij of stroming | Bijzonderheden |
| ------------------------------- | ------------------------------------------------ | ------------------ | --- |
| .... - ....                     | E. Wijnhof                                       |                    | |
| .... - ....                     | Iohan Elderynck                                  |                    | Overleden 1641. |
| .... - ....                     | H. Goetman                                       |                    | |
| .... - ....                     | Everwijn Holtberent                              |                    | Was in 1672 burgemeester tijdens de belegering door Munsterse troepen. Vader van de latere burgemeester Bernardus Holtberent. |
| .... - 1672                     | Coenrat/Conraedt Wecke                           |                    | Was in 1672, het jaar van zijn overlijden, burgemeester tijdens de belegering door Munsterse troepen. Wordt vermeld als burgemeester van Groenlo bij het huwelijk in 1696 van zijn dochter Christina Margareta Wekke met dominee Johan Sigismund Ulrich Ranits. |
| .... - ....                     | Engelbert Tinnegieter                            |                    | Wordt vermeld als burgemeester van Groenlo bij het huwelijk in 1694 van zijn weduwe Christina Elsebeen van der Hart met burgemeester Bernardus Holtberent. Op 23-8-1717 trouwt in Vorden zijn dochter Hermina met Berent Abbinck, vader van de latere burgemeester Bernhard Engelbert Abbinck. |
| .... - ....                     | Wilhelm van den Einde                            |                    | Wordt vermeld als burgemeester van Groenlo bij het huwelijk in 1688 van zijn zoon Joan met Margaretha Costheren. |
| .... - ....                     | Johan Warnsinck                                  |                    | Wordt vermeld als burgemeester van Groenlo bij het huwelijk in 1690 van zijn zoon Reinoldt met Bernhardina Backs en het huwelijk te Groenlo op 31-12-1691 van zijn dochter Cornelia Elisabeth met Johan Schutten. |
| .... - ....                     | Peter Verwit                                     |                    | Wordt vermeld als burgemeester van Groenlo bij het huwelijk in 1690 van zijn zoon Jan Ludolph met Anna Cuipers. |
| .... - ....                     | Arnold Kerckhof                                  |                    | Was in 1687 burgemeester. |
| .... - ....                     | Hend. Colonius                                   |                    | Overleden 1710. Wordt vermeld als oud-burgemeester van Groenlo bij het huwelijk in 1727 van zijn dochter Geertruijt met burgemeester Bernhard Holbarent. |
| .... - ....                     | Bernardus Holtberent                             |                    | Wordt vermeld als burgemeester van Groenlo bij zijn huwelijk in 1694 met Christina Elsebeen van der Hart, weduwe van ex-burgemeester Engelbert Tinnegieter, bij het huwelijk in 1722 van zijn zoon Bernhard Frederik met Katharina van Eijbergen, dochter van burgemeester Rutger van Eijbergen. en bij zijn tweede huwelijk in 1727 met Geertruijt Colonius, dochter van oud-burgemeester Henr. Colonius. |
| .... - ....                     | Gooswijn Veldinck                                |                    | Wordt vermeld als burgemeester van Groenlo bij het huwelijk in 1696 van zijn dochter Margreta met Arnoldus Coopman. |
| .... - ....                     | Peter Verwit                                     |                    | Wordt vermeld als burgemeester van Groenlo bij het huwelijk in 1696 van zijn dochter Anna met dominee Theodorus Schipman en bij het huwelijk in 1697 van zijn zoon Godefridus met Johanna Margrieta Leulevinck. |
| .... - ....                     | Rutger van Eibergen                              |                    | Wordt vermeld als burgemeester van Groenlo bij het huwelijk in 1699 van zijn dochter Johanna met Reinier baron de Keppel, bij het huwelijk in 1722 van zijn dochter Katharina met Bernhard Frederik Holbarent, zoon van burgemeester Bernhard Holbarent. en bij het huwelijk in 1729 van zijn dochter Gerharda Christina met Jakobus Nicolaus van Bijlanus.                                                |
| .... - ....                     | Henrick van Eibergen                             |                    | Zoon van burgemeester Rutger van Eibergen en Webbeken Schutten/Scholten. Wordt vermeld als burgemeester van Groenlo bij zijn huwelijk in 1705 met Catharina Maria Becker. Begraven in de Oude Calixtuskerk. Na zijn overlijden trouwt zijn weduwe met burgemeester Johannes Henricus Veldinck. |
| .... - ....                     | Johannes Henricus Veldinck                       |                    | Zoon van burgemeester Gooswijn Veldinck en Maria Banninck. Wordt vermeld als burgemeester van Groenlo bij zijn huwelijk in 1721 met Catharina Maria Becker, weduwe van wijlen burgemeester Henrik van Eijbergen. |
| .... - ....                     | Dr. Rutger Keijser                               |                    | Wordt vermeld als praesident burgemeester van Groenlo bij zijn huwelijk in 1707 met Louijsa Elisabeth van Meinderts. |
| .... - ....                     | Harmen van der Hart                              |                    | Wordt vermeld als burgemeester van Groenlo bij het huwelijk in 1717 van zijn dochter Helena Judith met Ds. Fredericus Henrij. |
| .... - ....                     | Derck/Diederik Hummelinck                        |                    | Wordt vermeld als burgemeester van Groenlo bij het huwelijk in 1717 van zijn zoon Derck met Anna Henrica Krabbenburgh. Begraven 1783 in de Oude Calixtuskerk. Wordt vermeld als burgemeester van Groenlo bij het huwelijk in 1798 van zijn Johan Arnold met Sara van der Trans. |
| .... - ....                     | Arnold Henrick Bom                               |                    | Wordt vermeld als burgemeester van Groenlo bij het huwelijk in 1757 van zijn dochter Anna Elisabeth met Diderik Hummelink. Begraven in de Oude Calixtuskerk. |
| .... - ....                     | Diderik Volmer                                   |                    | Wordt vermeld als burgemeester van Groenlo bij zijn huwelijk in 1713 met Christina Elisabetha Caper van Holthuisen. |
| .... - ....                     | Walraven Robbert, baron van Heeckeren            |                    | Walraven Robbert, baron van Heeckeren, heer van Barlham en Brandsenburg (1704-1758) wordt vermeld als burgemeester van Groenlo bij zijn huwelijk in 1725 met Johanna Sophia, baronesse van den Busch, dochter van het huis Huneveldt. |
| .... - ....                     | Jacob Derk Carel, baron van Heeckeren            |                    | Jacob Derk Carel, baron van Heeckeren, heer tot Roderloo en Kell (1730-1795) wordt vermeld als burgemeester van Groenlo bij zijn huwelijk in 1771 met Juliana, gravin van Wassenaer Sterrenburg. |
| .... - ....                     | Daniel ten Cate                                  |                    | Overleden Groenlo 1777. |
| 1746 - 1776                     | Pieter Wentholt                                  |                    | Was burgemeester samen met Bernhard Engelbert Abbinck vanaf 1749. |
| 1749 - ≤1802                    | Bernhard Engelbert Abbinck                       |                    | Gedoopt Groenlo 11-2-1720. Getrouwd Groenlo 29-3-1746 met Helena Henrica Schalen (1719-1773), dochter van Rudolph Jan Schalen, burgemeester. Overleden Groenlo 4-6-1802. Werd van 1750 t/m 1784 bij de jaarlijkse verkiezingen ten minste tien keer tot burgemeester gekozen. |
| ≤1812 - oktober 1850            | Johan Arnold Hummelinck                          |                    | Waarschijnlijk was hij een zoon van de in 1783 overleden oud-burgemeester Diderik Hummelink en trouwde hij te Groenlo op 2-10-1798 met Sara van der Trans. Was volgens de overlijdensannonce van 29 oktober 1850 "sedert meer dan eene halve eeuw Burgemeester" van Groenlo. |
| december 1850 - augustus 1871   | H.J. Huiskes                                     |                    | |
| augustus 1871 - oktober 1877    | A.M.C. van Bommel                                |                    | Aansluitend burgemeester van Zaltbommel |
| 1877 - 1893                     | Herman François Hesselink van Suchtelen          |                    | |
| 1893 - 1901                     | Gerrit Nicolaas van Haersma de With              |                    | |
| 1901 - 1911                     | M.P.D. baron van Sytzama                         |                    | Aansluitend burgemeester van Doornspijk en Oldebroek |
| 1911 - 1945                     | Th.J.A. Kraakman                                 |                    | |
| 1946 - 1955                     | Hein (H.J.) Schoemaker                           |                    | |
| 1955 - 1965                     | Jhr. mr. Ernst (E.M.) van Nispen tot Pannerden   |                    | Aansluitend burgemeester van Bemmel |
| 1965 - 1966                     | Piet (P.J.) Cramwinckel                          | KVP                | waarnemend |
| 1966 - 1977                     | Ton (A.J.A.) Janssen                             | KVP                | Voordien burgemeester van Ursem, later van Gendringen |
| 1978 - 1991                     | Mr. Rob (R.H.J.) van Schaik                      | KVP/CDA            | Voordien burgemeester van Bergharen en aansluitend burgemeester van Waalwijk |
| 1991                            | Theo (Th.H.) Jeuken                              | CDA                | Waarnemend |
| 1991 - 1998                     | Corrie (C.) Langelaar (voorm: Van Zon-Langelaar) | CDA                | |
| 1998 - 2004                     | Petra (P.M.) van Wingerden-Boers                 | VVD                | |
| 16 juli 2004 - september 2005   | Huub (H.A.) Doek                                 | CDA                | Waarnemend |
| 15 september 2005 - 19 mei 2006 | Henk (H.W.M.) Heijman                            | CDA                | |